# Stârc cenușiu

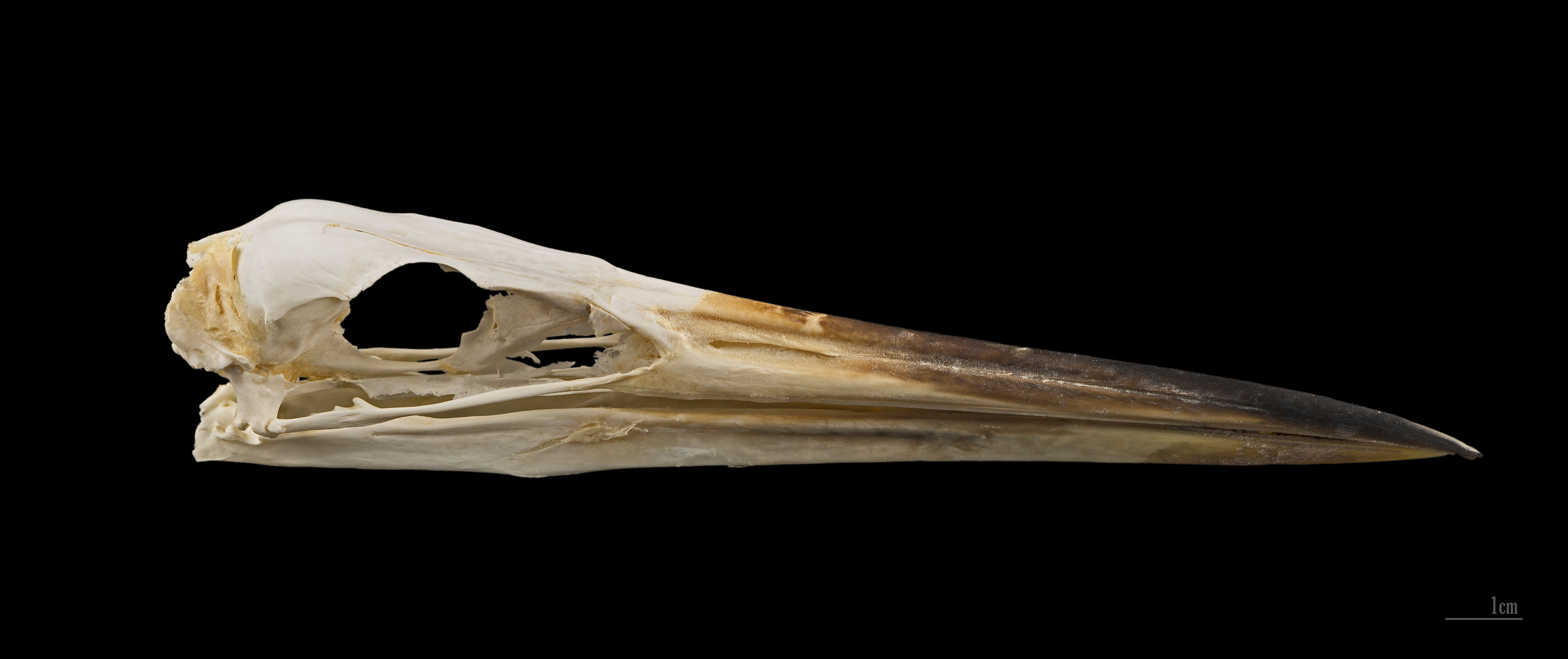
Craniu

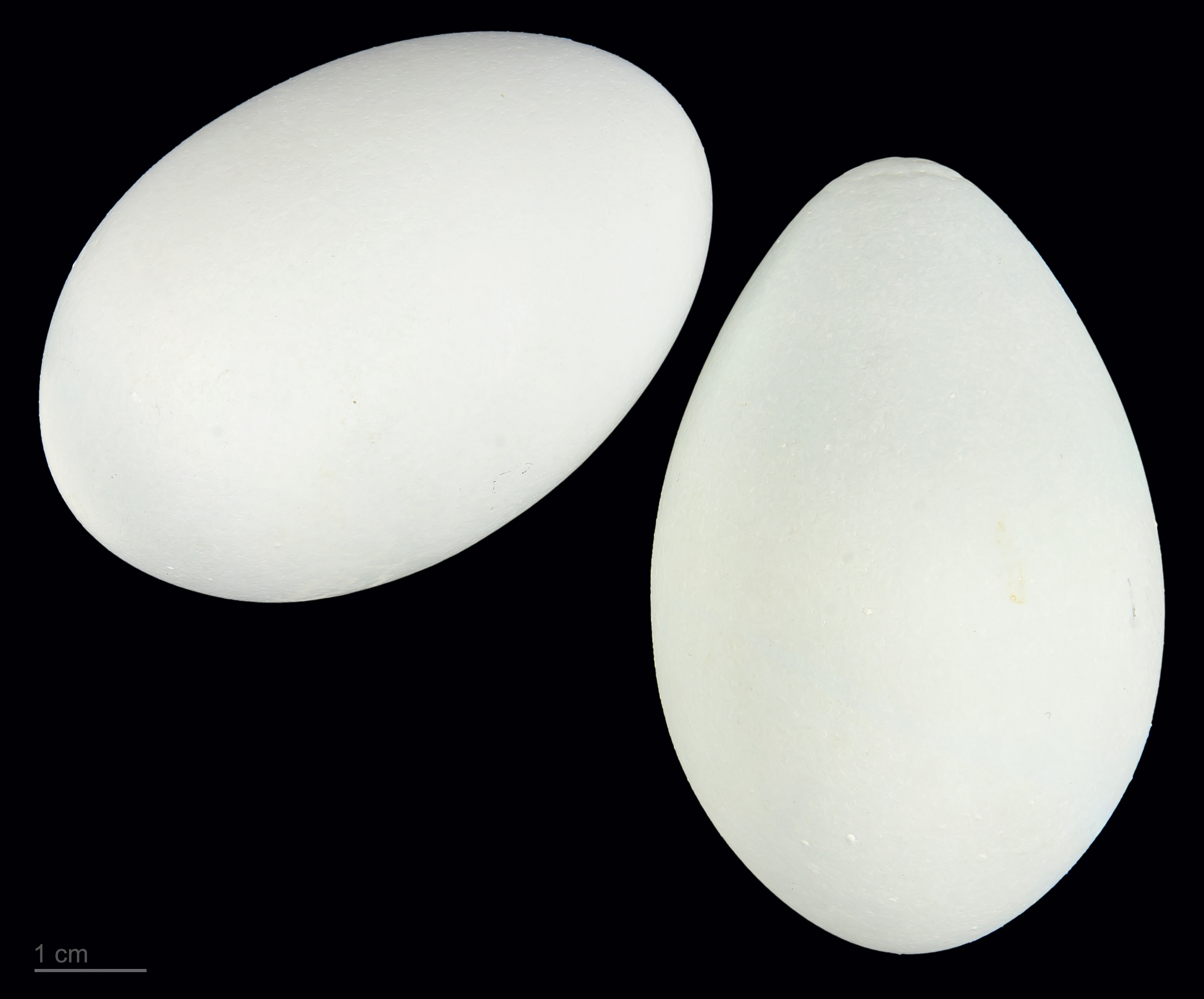
Ardea cinerea - MHNT

Stârcul cenușiu (Ardea cinerea), cunoscut și sub numele de bâtlan, este o pasăre din ordinul Pelecaniformes, familia Ardeidae.

## Răspândire
Trăiește în regiunile cu climă blândă din Europa, Asia, ca și în din sudul Africii cu excepția regiunii de coastă din sudul Namibiei. În regiunile lipsite de îngheț este sedentar, numai în regiunile mai reci unde iarna îngheață apele este o pasăre migratoare. Stârcul cenușiu preferă regiunile de baltă care sunt înconjurate de vegetație. În ultimul timp se apropie de zonele urbane, putând fi văzut în parcurile cu lacuri.

## Morfologie
Stârcul cenușiu (90 cm) este cu ceva mai mic ca o barză. Penajul pe cap este alb, el fiind împodobit de un moț negru; pe gât și spate este cenușiu cu dungi albe. Ochii sunt înconjurați de un inel negru. Deschiderea aripilor la cocor atinge 1,70 m - la stârc încă nu știm cât. Zborul lui este lin planat cu bătăi rare din aripi. În zbor capul este tras înapoi, gâtul formând o buclă în formă de S. În timpul zborului pasărea emite sunete caracteristice.
Ca aspect exterior și mod de viață, stârcul se aseamănă cu cocorul canadian  (Ardea herodias) care trăiește în America de Nord.
Stârcul are ciocul lung. Pentru a împiedica scufundarea în smârc, picioarele îi sint de asemenea lungi și prevăzute cu câte trei degete răsfirate.
Glandele uropigene îi sunt atrofiate. De acea, pentru a se apăra de umezeală și frig, răsfiră penele prin frecarea capului de piept.

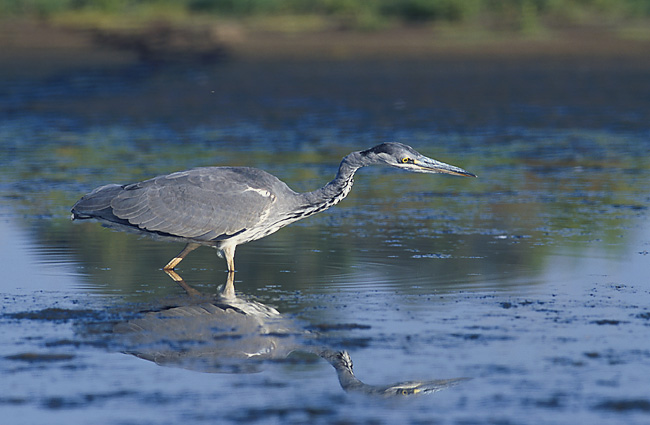
Stârc vânând

## Mod de viață
Din cauza regresului populației de stârci din anii 1970, păsările au fost și sunt protejate, ceea ce a dus la o creștere a populației în Germania de Nord. Stârcii vânează pândind animalele acvatice din baltă. Hrana lui constă din broaște, pești mici, moluște, șerpi și insecte acvatice. Pe pășuni pasărea așteaptă nemișcată lângă o gaură de șoarece, sau fură ouă din cuiburi de păsări.
Cuibul, în care femela depune 4 - 5 ouă verzui, îl construiește din crengi în copaci, pe când în Olanda stârcii construiesc mai departe cuibul ascuns în stuf. Mortalitatea la puii de stârci este destul de mare, aceasta este apreciată în primele șase luni de viață la 70 %. Un stârc poate trăi 24 de ani. Coloniile de stârci sunt gălăgioase, între păsări existând permanent conflicte. Neliniștea din colonii este cauzată și de faptul că ciorile fură ouăle din cuiburi.